# Kate Herron
Kate Herron (née en 1987 ou 1988)  est une réalisatrice, scénariste et productrice anglaise. Elle est principalement connue pour ses comédies dirigées par des femmes.
Elle a également réalisé et produit la première saison de la série Disney+ Loki.

## Enfance et études
Herron grandit dans le sud-est de Londres, près de Thamesmead.
Durant sa jeunesse, elle est scolarisée à l'université des arts créatifs de Farnham où elle étudie la production cinématographique.

## Carrière
Herron commence par écrire et réaliser des courts métrages, tels que Frank et Rest Stop. En 2017, elle commence une carrière à la télévision en travaillant avec Idris Elba sur Five By Five, un drame en cinq épisodes de The Idris Takeover pour BBC Three. La même année, elle est membre du Forbes 30 Under 30 Europe dans la catégorie Divertissement. Deux ans plus tard, elle réalise quatre épisodes de la série Netflix Sex Education. Elle réalise également un épisode de Daybreak, une autre série Netflix.
En août 2019, elle est choisie pour être la réalisatrice et la productrice de la première saison de la série Disney + Loki,.

## Filmographie

### Réalisatrice
- 2010 : Frank
- 2012 : Kill List: The Musical, Run Toward Them
- 2013 : Open House
- 2014 : Valentine, Rest Stop
- 2016 : Fan Girl
- 2017 : The Idris Takeover, Summer Comedy Shorts, Smear, Halloween Comedy Shorts
- 2019 : Sex Education, Daybreak
- 2021 : Loki
- 2025 : The Last of Us (saison 2, épisode 4)

### Scénariste
- 2010 : Frank
- 2012 : Kill List: The Musical, Run Toward Them
- 2013 : Open House
- 2014 : Valentine, Healey's House, Rest Stop
- 2017 : Smear
- 2024 : Doctor Who (Saison 1, Épisode 7)

### Productrice
- 2016 : Fan Girl

## Distinctions

### Récompenses
- 2014 : Grand Prize for Best Comedy Short au Festival international du film de Rhode Island (pour Rest Stop)